# Général d'armée
Pour le grade similaire, voir Général de l'Armée.

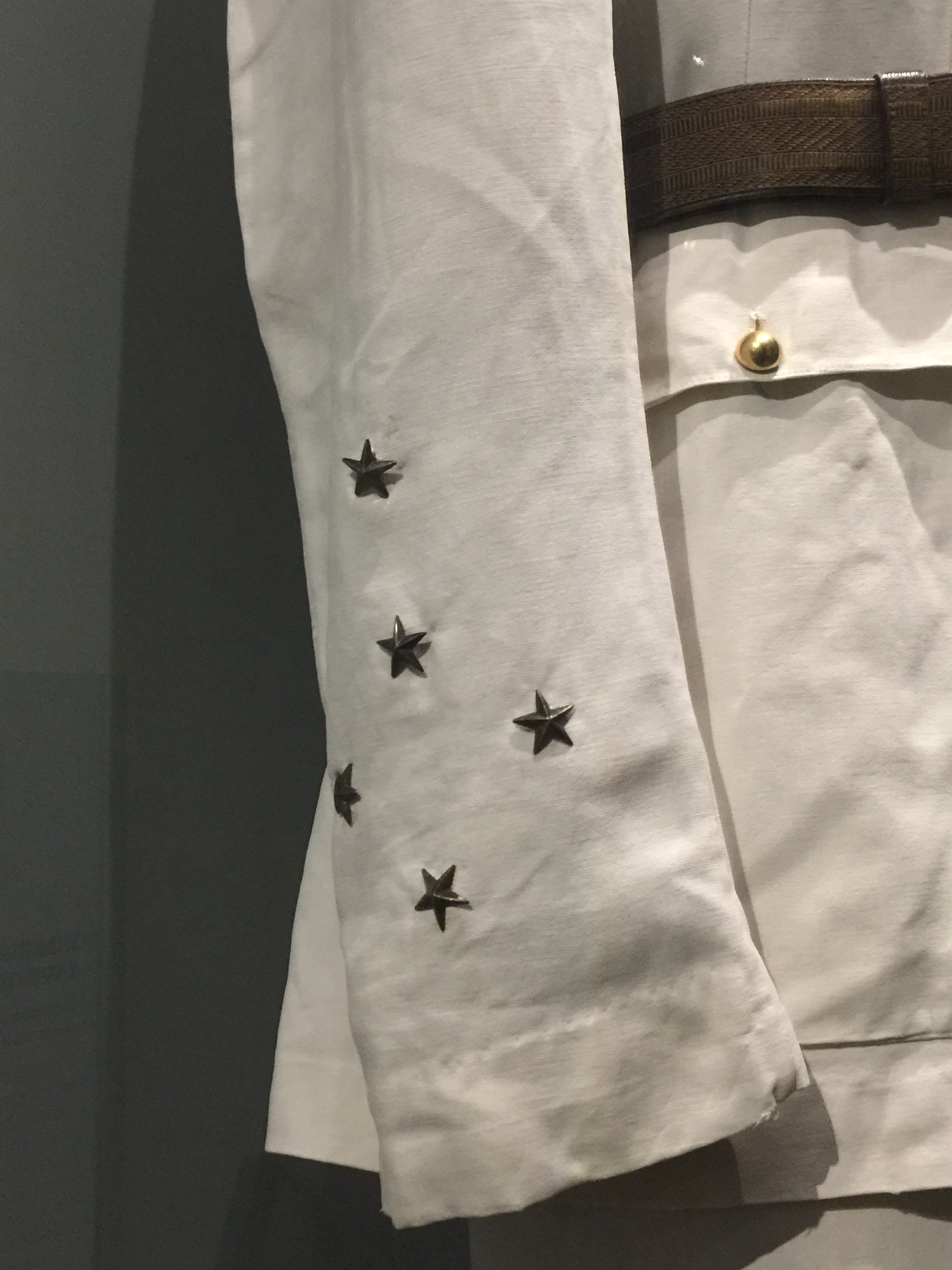
Les 5 étoiles de général d'armée français.

Le grade de général d'armée est présent dans certaines armées, dont il est souvent le plus haut des grades d'officiers généraux. Charge en principe de commander une armée en campagne.
Théoriquement, le rang de général d'armée serait immédiatement supérieur à celui de général de corps d'armée.
Cependant, dans les pays où le rang de général de corps d'armée n'existe pas, le rang de général d'armée est immédiatement supérieur à celui de général de division. Dans ces pays, il sera le commandant du corps d'armée et des unités plus grandes.

## France
Le rang de « général d'armée » est la position la plus haute dans la hiérarchie de l’Armée de terre, de la Gendarmerie nationale et de l’Armée de l'air et de l'espace (le titre est alors celui de « général d'armée aérienne »).
Dans les faits, il n'existe que deux grades dans le corps des officiers généraux : celui de général de brigade et celui de général de division. Un général de division est ensuite « élevé aux rang et appellation » de général de corps d'armée puis de général d'armée, selon un décret du 6 juin 1939,,.

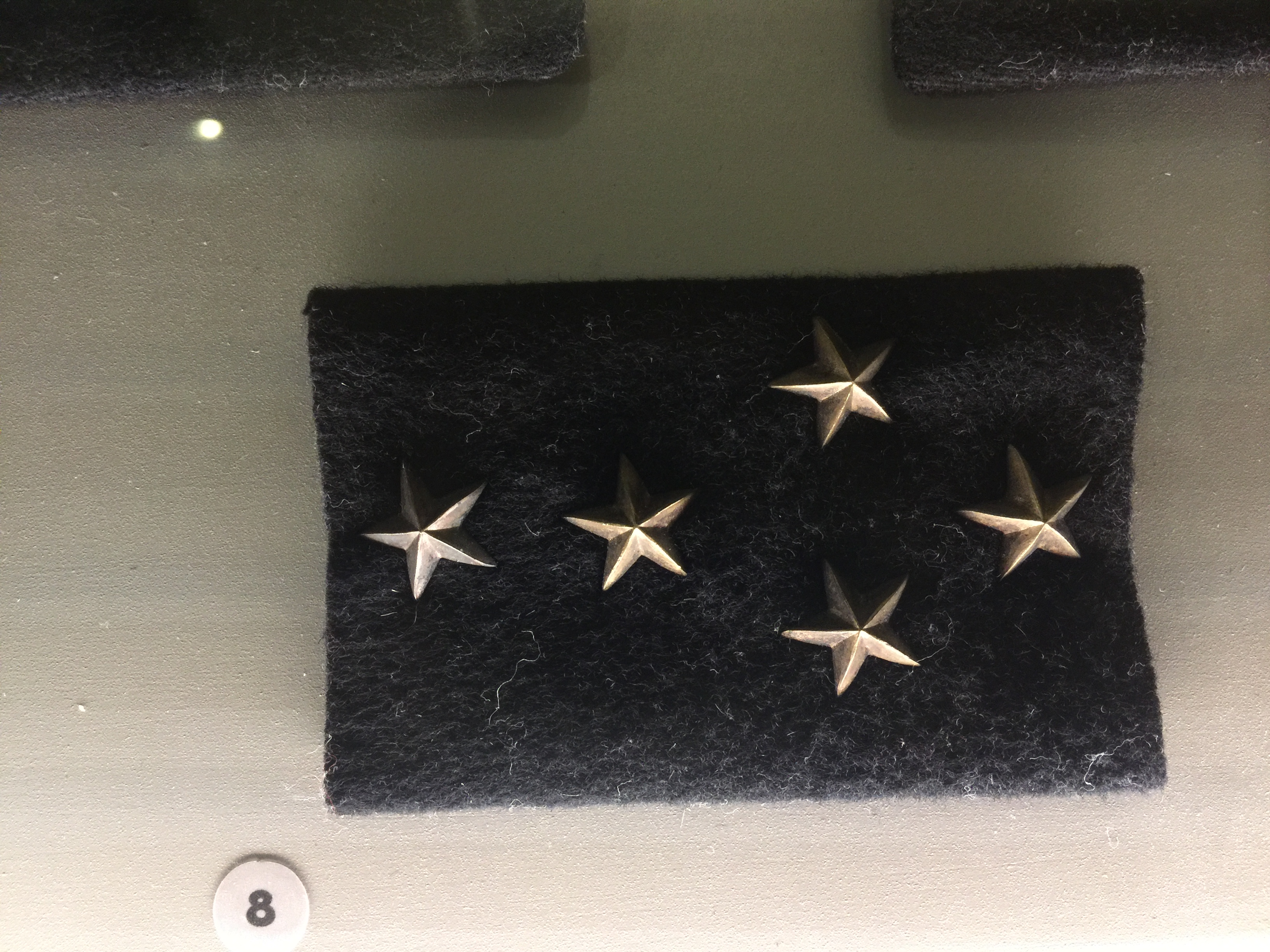
Fourreau d'épaule de général d'armée.

C'est une circulaire en date du 17 mars 1921 qui disposait que "... les généraux commandants d'armée et les membres du Conseil Supérieur de la guerre portent une cinquième étoile, superposée aux quatre premières". Cependant, ces "distinctions" étaient liées à la fonction exercée, et les généraux qui en avaient bénéficié perdaient ce rang et devaient cesser d'en porter les insignes dès qu'ils finissaient d'exercer les fonctions correspondantes.
Enfin, c'est un décret loi du 6 juin 1939 qui officialise les désignations et rangs de « général d'armée », « général de corps d'armée », « amiral », « vice-amiral d'escadre », « général d'armée aérienne » et « général de corps aérien ».
Bien qu’un maréchal de France soit, d’un point de vue protocolaire, situé à un rang supérieur à celui d'un général d'armée, il n'a pas d'autorité hiérarchique à son égard. En effet, maréchal n'est pas un grade ou un rang mais une « dignité dans l'État ».
Un général d'armée (ou d’armée aérienne) commande en principe une armée, unité composée généralement de plusieurs corps d'armée. Son galon est constitué de cinq étoiles.
Le rang équivalent est celui d’amiral dans la Marine nationale.
Les généraux d'armée (ou d’armée aérienne) peuvent se voir attribuer différents postes :
- chef d'État-Major des armées ;
- chef d'état-major particulier du président de la République ;
- grand chancelier de la Légion d'honneur ;
- gouverneur des Invalides ;
- chef d'état-major de l'Armée de terre ;
- chef d'état-major de l'Armée de l'air et de l'espace ;
- directeur général de la Gendarmerie nationale ;
- inspecteur général des armées (terre, air, armement et gendarmerie) ;
- major général des armées ;
- commandant suprême allié Transformation ;
- président du Comité militaire de l'Union européenne ;
- gouverneur militaire (de Lille, Lyon, Marseille, Metz, Nancy, Paris et Strasbourg).

| France                               | Grades de l'Armée de terre |                                        |
| Précédé par Général de corps d'armée | Général d'armée            | Suivi par Maréchal de France (dignité) |

| Grades de la Gendarmerie nationale française Général d'armée |  |                                        |
| Précédé par Général de corps d'armée                         |  | Suivi par Maréchal de France (dignité) |

| France                              | Grades de l'Armée de l'air |                 |
| Précédé par Général de corps aérien | Général d'armée aérienne   | Suivi par Néant |

## Algérie
Le rang de « général d'armée » est la position la plus haute dans la hiérarchie de l'Armée nationale populaire.

## Allemagne
Le grade de « général d'armée » correspondait au grade de Generaloberst dans l'armée austro-hongroise et dans l'armée allemande.
Contrairement à la RFA, la RDA a maintenu un grade de général d'armée (Armeegeneral en allemand) qui était le second plus haut grade militaire après celui de Marschall der DDR (en) (maréchal de la RDA), grade honorifique qui ne fut jamais décerné.

## Brésil
Au Brésil, le grade de general de exército  est le troisième grade des officiers généraux dans l'Armée de terre, au-dessus du grade de general de divisão. C'est le plus haute grade militaire en temps de paix. L'équivalent dans la Force aérienne est tenente brigadeiro et dans la Marine est almirante de esquadra.
|                            |                            |                    |
| Armée de terre brésilienne | Force aérienne brésilienne | Marine brésilienne |

## Pologne
Le grade de général d'armée (generał armii) fut utilisé brièvement en Pologne entre 1954 et 1956, puis entre 1981 et 1995 sur le modèle de l'armée soviétique. Il s'agissait du second grade militaire, après celui de maréchal de Pologne.

## Union soviétique/Russie
Dans l'Armée soviétique, puis dans les Forces armées de la fédération de Russie, le grade de « général de l'Armée » (генерал армии, general armii, plus couramment traduit par « général d'armée ») est le plus haut grade militaire après celui de maréchal (respectivement maréchal de l'Union soviétique, puis maréchal de la fédération de Russie), et au-dessus de colonel-général.

Insignes du grade russe de général d'armée
Uniforme d’apparat de l'Armée de terre avant 1997
Uniforme de service de l'Armée de terre avant 1997
Armée de l'air avant 1997
Uniforme de service entre 1997 et 2013
Armée de l'Air entre 1997 et 2013
Uniforme d’apparat de l'Armée de terre depuis 2013 (version Col Mao)
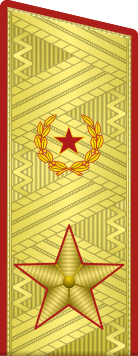
Uniforme d’apparat de l'Armée de terre depuis 2013
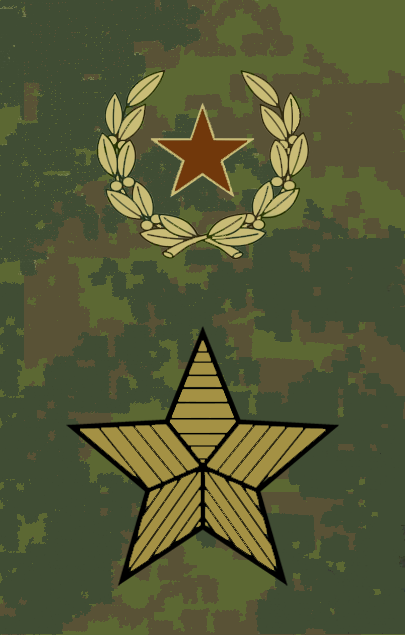
Uniforme de terrain de l'Armée de terre depuis 2013

## République démocratique du Congo
Le grade de « général d'armée » est le plus haut grade militaire après celui de maréchal de la République démocratique du Congo. Son insigne est composé de quatre étoiles dorées sur un passant rouge.

## Autres pays
- Espagne : 
  - General de Ejército
  - General del Aire
- Italie :
  - generale d'armata
  - generale d'armata aerea
- République tchèque : Armádni generál
- Taiwan : 一級上將, Yījí Shàngjiàng

## Grades équivalents
Dans les armées de tradition anglo-saxonne (Canada, États-Unis, Royaume-Uni par exemple), le grade correspondant à celui de général d'armée est celui de general.
Le grade de General of the Army, existant dans l'armée américaine, est en fait un grade supérieur. Il est quelquefois comparé aux maréchaux français ou russes, mais maréchal est une dignité et non un grade.